# 戴奧辛鴨事件
戴奧辛鴨事件是2009年11月發生在臺灣高雄縣一起養鴨場受戴奧辛汙染的事件。2009年11月，高雄縣大寮鄉新厝路的一養鴨場，經檢驗發現鴨隻的戴奧辛（IUPAC名：1,4-dioxin）含量超標達二到六倍之多，疑似為受熔煉廢鐵產生的爐渣等廢棄物污染，由縣政府環保局會同環保署將9000多隻鴨撲殺。
事發的養鴨場未經申請，故為違法經營，遭政府機關處以罰金，業者稱該批鴨為其所養殖的第一批鴨子，由於均尚未長成成鴨，並無流入市面。但當地居民指出養鴨場已有十幾年歷史，反駁業者的說法，也有學者指出三年前即已發現當地在養鴨。。時任立法委員黃淑英質疑可能有近十萬受污染的鴨隻已流入市面。

## 疑似汙染源

戴奧辛

戴奧辛鴨事件的污染源疑似為高雄縣市交界的大坪頂一帶非法棄置的爐渣，鳳山水庫亦位於附近，且比鄰的鳳梨田、養鴨池內飼養的吳郭魚可能亦受汙染。由於該區地處偏僻，有大量爐渣、集塵灰、鋁渣等熔煉廢鐵產生的廢棄物被棄置於此，廢鐵上常帶有塑膠與油漆，未經去除即高溫熔煉而產生戴奧辛，其中爐渣為回收廢鐵經電弧爐熔煉後的殘留物質，集塵灰則為收集熔煉時產生的廢氣而成。
環保署官員指出，本案由於鴨子有啄食泥土的習慣，可能因此吃下了受戴奧辛汙染的爐渣及集塵灰。

## 調查

### 吳郭魚
養鴨池內的吳郭魚經檢測雖未超標，環保署為消除汙染疑慮，仍然決定比照毒鴨全數銷毀，由政府向業者全數收購。已發生汙染事件的養鴨場土地被禁止使用，並且養鴨池水不得放流。

### 爐渣棄置場
事發後環保署檢測高雄市、高雄縣境內七座爐渣棄置場，發現高雄縣新厝路上的廢鋁渣場和高雄市山邊路的棄置廠址重金屬銅、鋅的含量超標，但並無檢測出戴奧辛超標，因而無法證實戴奧辛鴨的汙染源是來自土壤及廢棄物。

### 監察院糾正案
事發後約一年，2010年8月，監察院調查認為環保署、工業局對爐渣再生的管制不力，未能列管巡查，分別對之提出糾正案，並要求行政院通盤檢討爐渣類廢棄物再利用制度，以避免再發生不當的再利用方式或是非法棄置的情況。高雄市環保局表示將提出申覆；高雄縣政府環保局則認為已盡力為銷毀等措施，會針對監察院的意見加以改進。

## 影響
受到戴奧辛毒鴨事件的影響，民眾食用鴨肉的意願下降，有薑母鴨、烤鴨等相關食品業者指雖天氣已轉涼，業績卻比往年下降兩至三成。並且不少業者遭消費者詢問鴨隻產地，因此趕緊貼出產地證明以自清。農委會表示若鴨價下降至低於成本，將設法抑制其跌價。

## 類似案件
2014年7月，衛福部食品藥物管理署檢驗發現高雄市鳳山區有鴨隻的戴奧辛含量超標，判定為單一偶發事件，不過時任臺灣大學教授的吳焜裕批評衛福部追查消極，且未立即公布案情。
2018年5月，大寮大坪頂地區（即2009年戴奧辛鴨事件地點）一處養鴨場旁被發現有爐渣等廢棄物非法掩埋。